# José Antonio Silva
José Antonio Silva do Porto (Santiago de Compostela, 1938 - Bertamiráns, La Coruña; 22 de mayo de 1997) fue un presentador de televisión, escritor y piloto de aviación español.

## Biografía
Tras licenciarse en Ciencias Químicas por las Universidades de Santiago y Sevilla, obtuvo el título de piloto en 1955. Más adelante, decidió derivar sus derroteros profesionales hacia el mundo del Periodismo. Sus primeras experiencias las tuvo ya en su época de estudiante, como locutor de Radio Universitaria. Más tarde pasó a Radio Galicia de la Cadena SER.
Piloto comercial desde principios de los años 60 estuvo entre otras en Spantax, Trans Europa, Aviaco, Universair y Air Europa.
En 1966 ingresó en Televisión española, y fue destinado a los servicios informativos. Su condición de piloto aéreo le sirvió para cubrir numerosas informaciones, como el primer alunizaje Apolo desde la base de la NASA en Madrid, ejerciendo de reportero y corresponsal en diferentes países. 
Fue el primer presentador del programa decano de la información en la televisión en España: Informe Semanal, que condujo entre los años 1973 y 1976. Más tarde pasaría a un programa similar, pero emitido los domingos, llamado Siete días, en el que permaneció entre 1974 y 1977.
Otros espacios en los que intervino fueron el informativo diario de La 2 Redacción Noche (1976) y el programa cultural La víspera de nuestro tiempo (1981-1982). 
Fundó y dirigió la revista Avión Revue Internacional.
En sus últimos años de actividad profesional, colaboró con El Correo Gallego y con la cadena de televisión autonómica de Galicia, TVG.
Fue el suegro de José Ribagorda.

## Obra literaria
Autor de varios libros, cabe destacar V de Vázquez (1994), El hereje (1993), Compostela, guía para peregrinos perezosos (1993), Mística y misterio de los OVNIS (1987), Mi vida con Ramón Franco (1981) y la tristemente premonitoria Bomba a bordo (1981), novela en la que narraba las peripecias de un grupo de pasajeros que son informados de que hay una bomba en el avión en el que viajan.

## Premios
- Medalla al Mérito Civil.
- Medalla al Mérito Aeronáutico.
- Medalla de la Cruz Roja.
- Premio Espejo de España.
- Premio Ondas.